# Marcel Van Crombrugge
Marcel Van Crombrugge, né le 13 septembre 1880 à Gand et mort le 23 septembre 1940 dans la même ville, est un rameur belge.
Il obtient la médaille d'argent en huit aux Jeux olympiques de 1900.

## Palmarès
- Jeux olympiques
  -  Médaille d'argent en huit aux Jeux olympiques de 1900 à Paris

- Championnats d'Europe
  -  Médaille d'or en quatre avec barreur aux Championnats d'Europe 1900 à Paris
  -  Médaille d'or en huit aux Championnats d'Europe 1900 à Paris
  -  Médaille d'argent en deux avec barreur aux Championnats d'Europe 1900 à Paris
  -  Médaille d'or en huit aux Championnats d'Europe 1901 à Zurich
  -  Médaille d'or en deux avec barreur aux Championnats d'Europe 1902 à Strasbourg
  -  Médaille d'or en huit aux Championnats d'Europe 1902 à Strasbourg
  -  Médaille de bronze en quatre avec barreur aux Championnats d'Europe 1902 à Strasbourg
  -  Médaille d'or en huit aux Championnats d'Europe 1906 à Pallanza